# Super Bock
Super Bock é uma marca de cerveja portuguesa detida pela empresa Super Bock Group. Lançada em 1927, ocupa uma posição de referência no mercado, estando entre as marcas de cerveja preferidas dos portugueses. É também a cerveja portuguesa mais vendida no Mundo.

## História
A marca Super Bock nasce em 1927, lançada como "cerveja de inverno" entrando diretamente no rol de cervejas de prestigio. Curiosamente, a Super Bock mesmo antes de estar registada, em 1926 vence o seu primeiro prémio, na sua apresentação na Exposição Industrial no Palácio de Cristal, arrecadando a medalha de ouro.
- 1942 -  em plena II Guerra Mundial, a Super Bock é produzida inteiramente com malte nacional, devido ás dificuldades de navegação que levam á utilização de 100% maltes nacionais para produção de cerveja, pela primeira vez[5].
- 1964 - Inauguração do novo centro de produção de Leça do Balio com a capacidade de 25 milhões de litros anuais, onde passará a ser produzida a Super Bock e as restantes marcas da (na altura) CUFP [4].
- 1967 - surgem os primeiros anúncios sob o slogan "A cerveja que supera a sua exigência".
- 1972 - é inaugurada a rede de distribuição e qualidade em Lisboa, composta por 12 camiões.[6]
- 1986 - A Super Bock atinge a liderança do mercado português,[7] mantendo-se na preferência dos consumidores de cerveja até aos dias de hoje.
- 1995 - a Super Bock é a primeira marca portuguesa a dar o nome a um festival, o  Super Bock Super Rock,[8] um dos maiores festivais em Portugal
- 1998 e 2001 - patrocina aqueles que são dois dos maiores eventos culturais portugueses de sempre: Expo’98[9] e Porto 2001 (Capital Europeia da Cultura).[10]
- 2003 - Lançamento da Super Bock Stout, que em três meses vendeu cinco milhões de litros, o valor estimado para um ano.[11]
- 2004 - lançamento Super Bock Green,[12] originando um novo segmento no mercado das cervejas em Portugal: as beer mixers (cervejas sabores).
- 2005 - marca a entrada no segmento de cervejas sem álcool, com a Super Bock Twin.[13]
- 2006 - lançamento da Super Bock Tango, a primeira "cerveja groselha" produzida em Portugal[14] e Abadia, uma cerveja de receita artesanal[15]
- 2007 - a Super Bock apresenta a primeira garrafa de cerveja portuguesa inteiramente fabricada em alumínio.[16] Relançamento da nova gama de cervejas sem álcool Super Bock, criada através de uma parceria com o Departamento de Engenharia Química da Faculdade de Engenharia da Universidade do Porto.[17]
- 2008 - lançamento da edição limitada gourmet - as cervejas Abadia Rubi e Gold,[18]
- 2009 - chega ao mercado a Super Bock Mini, com abertura fácil, que dispensa a ajuda de um saca-caricas[19] - um sistema pioneiro no mercado.
- 2010 - inicia-se a comercialização das IceBocks,[20] uma caixa que permite adicionar gelo para refrescar as cervejas mini.
- 2011 - lançamento da cerveja Super Bock Classic.[21]
- 2012 - ano de reposicionamento de mercado e de criação de nova assinatura de marca: "Vida é Super".[22]
- 2013 - é lançada a Super Bock Selecção 1927,[23] uma gama Premium de cervejas especiais, em edições limitadas e sazonais.
- 2015 - a cerveja portuguesa mais vendida no Mundo assume um novo compromisso com os Portugueses e muda a sua assinatura para "Super Bock Leva a Amizade a Sério".[24]. Em Outubro do mesmo ano é inaugurado o centro de visitas "Super Bock Casa da Cerveja", situado no Centro de Produção de Leça do Balio,[25][26] onde é possível assistir ao processo de fabrico da cerveja, conhecer as matérias-primas que lhe dão origem, assim como as histórias, curiosidades e os momentos marcantes da cerveja Super Bock.[27][28]
- 2017 - a Super Bock assinala o seu 90.º aniversário com uma nova campanha de publicidade (campanha esta que vencerá no ano seguinte o troféu de Ouro nos XIV Prémios à Eficácia da Comunicação[29]), uma cerveja comemorativa que recria a icónica garrafa dos anos 60, e um conjunto de ativações ao longo do ano, com a assinatura “90 anos a fazer Amigos”.[30] É também durante este ano que a empresa muda a sua designação para Super Bock Group[31].
- 2018 - Reforço da gama de cervejas especiais com o lançamento da nova marca Super Bock Coruja[32] , uma cerveja que visa democratizar o acesso ás variedades cervejeiras, lado a lado com a inovação, através do processo "dry hopping" ( intensifica o aroma e a experiencia sensorial)[33], aliada a uma imagem forte e a uma criativa campanha publicitária, assina de forma marcante a sua entrada no mercado [34].
- 2020 - lançamento da Super Bock Sem Glúten - a primeira cerveja nacional sem Glúten aprovada pela Associação Portuguesa de Celíacos [35] e a nova edição limitada Super Bock Oktober Edition inspirada no maior festival de cerveja do mundo,  Oktoberfest [36]
- 2021 - Alinhada com as novas necessidades impostas pelo cenário da pandemia covid 19 a Super Bock lança a campanha "Amigos amigos, cervejas á parte" [37]

Anualmente,  desde 1993 , a marca patrocina a contagem decrescente para o Ano Novo na televisão portuguesa.

## Internacionalização
A Super Bock tem feito uma forte aposta na internacionalização, tendo vindo a consagrar-se como a cerveja portuguesa mais vendida no mundo, estando presente atualmente em mais de 50 países, com China a liderar a lista  seguida de países europeus, entre os quais França, Suíça, Inglaterra e Espanha onde curiosamente, na Galiza, se concentra o maior consumo da variedade Super Bock Sem Álcool Preta. A subida destes mercados vem compensar a queda dos mercados mais antigos, em Africa, como Angola e Moçambique.

## Variedades
Numa estratégia de diversificação de sabores da marca, a Super Bock lançou, nos últimos anos, uma nova e variada gama de produtos, oferecendo atualmente no mercado português:
- Super Bock Original
- Super Bock Stout: Cerveja Preta.
- Super Bock Free: disponível nas versões Original e Preta.
- Super Bock Sem Glúten
- Super Bock Green: Cerveja com sumo de Limão.
- Super Bock Abadia: Cerveja de tom ruivo com aroma rico a maltes especiais e caramelo.
- Super Bock Selecção 1927: gama de cervejas artesanais.
- Super Bock Coruja: Gama de cerveja com aromas acentuados pelo Dry Hopping
- Super Bock Sem Álcool 0,0% .[43]

## Distinções
A Super Bock foi a primeira cerveja portuguesa a receber o Certificado de Qualidade da SGS ICS (Serviços Internacionais de Certificação).
A Super Bock ganha o seu primeiro grande prémio na Exposição Industrial Portuguesa realizada no Palácio de Cristal do Porto em Outubro de 1926, ainda antes de ser uma marca registada. Desde 1975 que a Super Bock concorre na competição internacional Monde Selection de la Qualité, na qual até 2020, a Super Bock Original soma 46 medalhas ganhas, sendo 44 de ouro (1977, 1978, 1979, 1980, 1981, 1982, 1984 a 2021  e 38 delas consecutivas (1984 a 2021). A Super Bock Stout já foi também galardoada por várias vezes, tendo arrecadado em 2021 no Monde Selection de la Qualitè, o mais prestigiado troféu o International High Quality Trphy, por ter durante três anos consecutivos atingido os mais elevados padrões de qualidade  A Super Bock Green acumula 1 Grande Medalha de Ouro, 2 Medalhas de Ouro e 2 Medalhas de Prata. A variedade Abadia, lançada em 2006, alcançou no primeiro ano em que participou no concurso (2007) a primeira medalha.
Em 2005, a Super Bock venceu dois prémios na 1ª edição dos Prémios de Eficácia Publicitária e obteve o melhor resultado de sempre em termos de notoriedade, segundo os dados apresentados ao júri dos Prémios à Eficácia. A campanha Super Bock Green da Tempo OMD  foi galardoada com o prémio de ouro. Lançada em 2004, esta cerveja criou um novo segmento no mercado de bebidas em Portugal, as cervejas com sabor, constituindo, assim, um desafio para a empresa e trazendo uma nova dinâmica à categoria.
Em 2012 a Super Bock  foi também distinguida pelas campanhas de ativação no ponto de venda, durante a 1.ª edição dos POPAI Awards. 
Em 2018 a Super Bock vence o troféu de Ouro nos XIV Prémios à Eficácia da Comunicação, pela  da campanha de publicidade de 2017, “90 anos a fazer amigos”, criada para celebrar o 90.º aniversário da marca. 

## Patrocínios
Desde 1989 a Super Bock patrocina o Fantasporto, Festival de Cinema do Porto.
A Super Bock dinamizou o panorama dos Festivais de Verão em Portugal, com o lançamento do Super Bock Super Rock em 1995, festival que desde a sua primeira edição atrai a Portugal algumas das bandas de maior prestígio e intérpretes a solo. 
Para além do Super Bock Super Rock, a Super Bock marca presença nos principais festivais e eventos musicais que se realizam em Portugal e é ainda a cerveja oficial das festas regionais de norte a sul do país - Viana do Castelo, Ponte de Lima, Porto, Lisboa, entre tantas outras - e está com os estudantes nos principais eventos da vida académica.
Em 1998, a marca foi patrocinadora oficial da Expo’98, um dos maiores eventos portugueses, que atraiu cerca de 11 milhões de visitantes e que foi considerado pelo BIE (o organismo internacional que elege as cidades a receberem as exposições) como a melhor Exposição Mundial de sempre. A cerveja volta a associar-se a eventos culturais em 2001, patrocinando o Porto 2001 (Capital Europeia da Cultura).
Em 2009, dá-se a primeira edição do Prémio Nacional das Indústrias Criativas, uma iniciativa pioneira em Portugal, promovida pela Unicer, hoje associada à marca Super Bock, e à Fundação de Serralves, que procura acolher, avaliar e distinguir produtos, serviços e marcas portuguesas, que contribuam para o desenvolvimento económico e social do país.
Em 2012, a Super Bock associou-se, como patrocinador oficial, à iniciativa 7 Maravilhas – Praias de Portugal.
A Super Bock tem ainda apostado fortemente no desporto, através do patrocínio de equipas de futebol como e o FC Porto com uma ligação de 3 décadase o Sporting CP que, leva já 12 anos de compromisso  .